# William Small
Pour les articles homonymes, voir Small.
Ne doit pas être confondu avec William J. Small.
William Small, né à Edimbourg en 1843 et mort à Worcester en 1929, est un artiste peintre et illustrateur britannique d'origine écossaise.

## Biographie
William Small devient étudiant à la Royal Scottish Academy (Édimbourg) avant de s'installer à Londres en 1865. 
Il expose à la Royal Academy à partir de 1869, principalement des scènes de genre, inspirées du peuple, et dont le style fut rapproché de Herkomer ou de Jules Bastien-Lepage.
Small est un illustrateur fécond. Il travaille pour de nombreux éditeurs et périodiques britanniques, dont The Graphic, The Illustrated London News, The Cornhill Magazine, The Wide World Magazine, ou encore l'édition anglaise de The Argosy. Il est également le premier illustrateur du roman Adam Bede de George Eliot, pour une édition du Harper's Magazine (New York, 1869), antérieure à l'édition illustrée britannique.

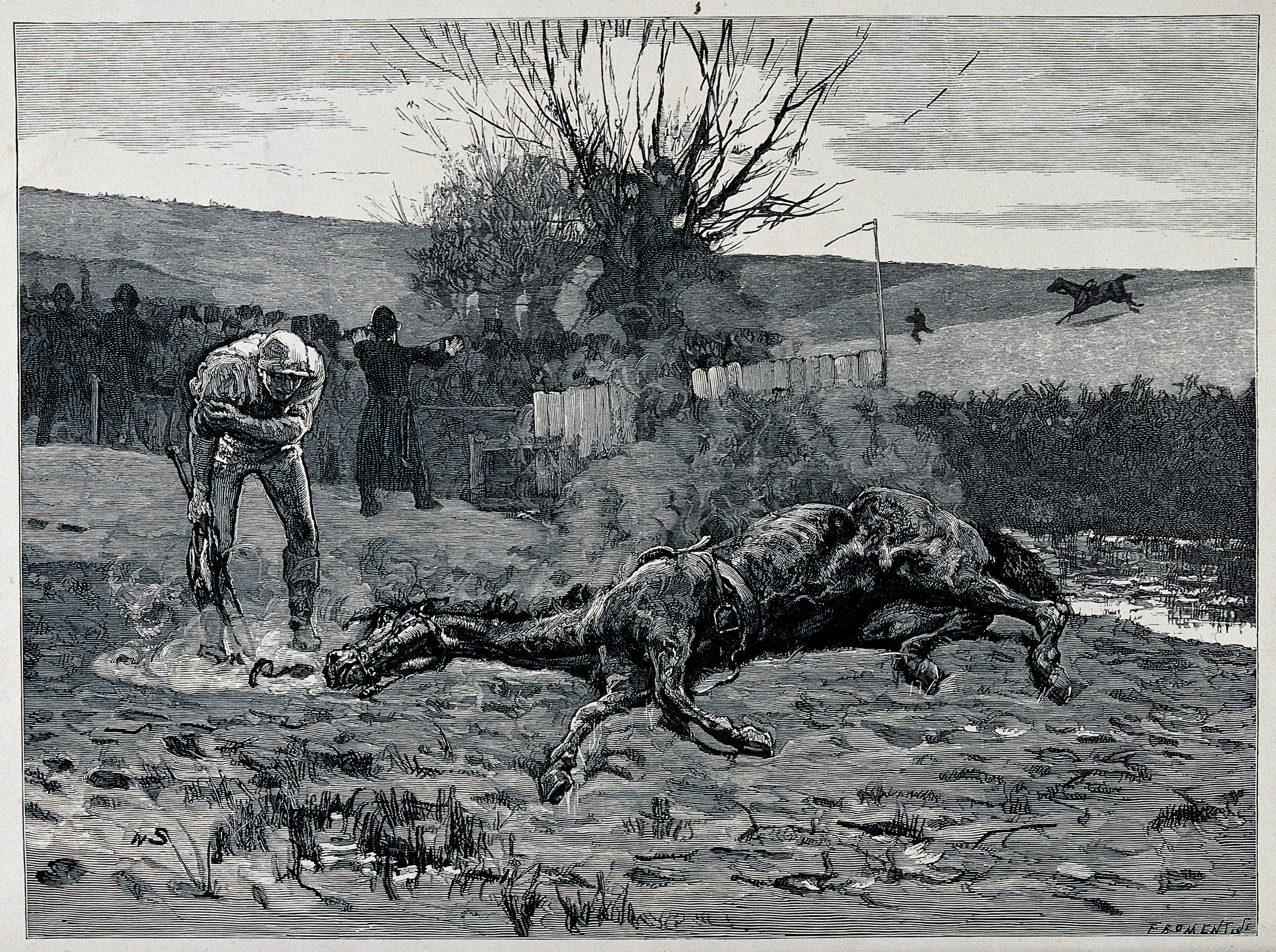
A jockey wearing his cap and holding a whip is bending down, gravé par Eugène Froment, Londres, Wellcome Collection.

Pratiquant l'aquarelle, il était membre de la Royal Watercolour Society.
Il meurt à Worcester, le 23 décembre 1929.

## Œuvres conservées
- The Last Match, huile sur toile, 1887, Londres, Tate Gallery[5].
- Love Laughs at Rain, huile sur toile, 1891, Worcester City Museum[5].
- The Good Samaritain, huile sur toile, 1899, Leicester, Leicester Museum & Art Gallery[5].